# Agustina Lecouna
Agustina Lecouna (San Isidro, provincia de Buenos Aires; 19 de diciembre de 1977) es una actriz argentina. Es conocida por sus papeles de villana en las telenovelas.

## Biografía
Es hija de los productores de televisión Raúl Lecouna y María Celina Amadeo. Tiene dos hermanos Ignacio Lecouna, director  de televisión, y Delfina Lecouna, productora de televisión. Es sobrina del político Eduardo Amadeo y prima del actor Benjamín Amadeo.

## Vida personal
Entre 2002 y 2005 estuvo casada con Tomás Sánchez Córdova.
En 2011 se casó con el empresario argentino Diego Belbussi, gerente general de la cerveza Quilmes en Chile. Tienen tres hijas: Violeta, nacida en 2012, Victoria, nacida en 2014, y Sofía, nacida en 2017.

## Carrera
En 1997, debutó como actriz en la obra de teatro Romeo y Julieta. 
En 1998, realizó la obra de teatro Jacobo.
Entre 1998 y 1999, protagonizó la serie juvenil Verano del '98, donde interpretó a Teresa Villanueva.
Entre 1999 y 2000, formó parte del elenco de la telenovela Cabecita protagonizada por Alejo Ortiz y Agustina Cherri, donde interpretó a Ricky.
En 2000, formó parte del elenco de la película Ojos que no ven, donde interpretó a Flor. Ese mismo año realizó la obra de teatro A puertas cerradas.
En 2001, formó parte del elenco de la telenovela EnAmorArte, donde interpretó a Jimena García Monet. Ese mismo año realizó la obra de teatro Rent.
En 2002, fue una de las coprotagonistas de la telenovela 1000 millones, donde interpretó a Magdalena Prado Calets.
En 2003, participó en algunos capítulos de la segunda temporada de Son amores.
Entre 2003 y 2004, realizó la obra de teatro La sartén por el mango.
En 2004, hizo una participación especial en la serie Historias de sexo de gente común, donde interpretó a Marina Cárdenas. Ese mismo año, formó parte del elenco de la telenovela Jesús, el heredero, donde interpretó a Rosario Sánchez Alé.
En 2005, fue una de las coprotagonistas de la telenovela Doble vida, donde interpretó a Malena Saravia. Ese mismo año formó parte del elenco de la película Papá se volvió loco. También realizó la obra de teatro Hipólito y Fedra. 
En 2006, participó en el programa infantil Las aventuras del Doctor Miniatura. Ese mismo año fue una de las coprotagonistas de la telenovela Doble venganza, secuela de Doble vida donde interpretó al mismo personaje Malena Saravia. También protagonizó un capítulo de Al límite. 
En 2007, formó parte del elenco de la película Nevar en Buenos Aires. Ese mismo año formó parte del elenco de la película Quiéreme, donde interpretó a Rita. Ese mismo año realizó las obras de teatro La gata sobre el tejado de zinc caliente y Todo es una cuestión de amor.
Entre 2007 y 2008, formó parte del elenco de la telecomedia Lalola protagonizada por Luciano Castro y Carla Peterson, donde interpretó a Natalia Aguirre, villana de la serie. También realizó la obra de teatro Olivo.
En 2008, protagonizó la serie del canal Cosmopolitan, Toillete, junto a Viviana Saccone, Agustina Cherri, Andrea Quejuán y Carolina Valsagna. Ese mismo año realizó la obra de teatro Jack se fue a remar. 
En 2009, formó parte del elenco de la telecomedia Enseñame a vivir protagonizada por Violeta Urtizberea, Julieta Zylberberg, Pablo Rago y Felipe Colombo, donde interpretó a María Luján Fernández Salguero, villana de la serie. También  realizó la obra de teatro La vuelta al hogar y el ciclo de teatro de Julio César.
En 2010, hizo una participación especial en la serie Ciega a citas. Ese mismo año formó parte del elenco de la telenovela Secretos de amor protagonizada por Soledad Silveyra, Juan Gil Navarro, Adrián Navarro, Laura Novoa, Arturo Puig y Federico Amador, donde interpretó a Federica, villana de la serie. También formó parte del elenco de la película Francia.
En 2011, hizo una participación especial en la serie Herederos de una venganza. Ese mismo año protagonizó un capítulo del unitario Historias de la primera vez junto a Rafael Ferro, Adrián Navarro y Guillermina Valdés.
En 2012, formó parte del elenco de las películas La pelea de mi vida, donde interpretó a Isabel y 2/11: Día de los muertos, donde interpretó a Mercedes.
En 2013, formó parte del elenco de la película argentina-puertorriqueña Hugo, Paco, Luis y tres chicas de rosa, donde interpretó a Olga.
En 2014, protagonizó la película La segunda muerte junto a Guillermo Arengo, Mauricio Dayub, Ricardo Díaz Mourelle, Germán de Silva y Tomás Carullo Lizzio. 
En 2016, protagonizó la telecomedia Loco por vos junto a Juan Minujín, Julieta Zylberberg, Fernán Mirás, Damián Dreizik y Marina Bellati, donde interpretó a Verónica Armendaris. Ese mismo año hizo una participación especial en la serie Por amarte así.
En 2017, formó parte del elenco de la película Casi leyendas, donde interpretó a la Abogada Ríos.

## Cine
| Año  | Película                               | Personaje           | Director                   |
| ---- | -------------------------------------- | ------------------- | -------------------------- |
| 2000 | Ojos que no ven                        | Flor                | Beda Docampo Feijóo        |
| 2005 | Papá se volvió loco                    | Azafata             | Rodolfo Ledo               |
| 2007 | Nevar en Buenos Aires                  |                     | Miguel Miño                |
| 2007 | Quiéreme                               | Rita                | Beda Docampo Feijóo        |
| 2010 | Francia                                | Dueña de la fábrica | Israel Adrián Caetano      |
| 2012 | La pelea de mi vida                    | Isabel              | Jorge Nisco                |
| 2012 | 2/11: Día de los muertos               | Mercedes            | Ezio Massa                 |
| 2013 | Hugo, Paco, Luis y tres chicas de rosa | Olga                | Edmundo H. Rodríguez       |
| 2014 | La segunda muerte                      | Alba Aiello         | Santiago Fernández Calvete |
| 2017 | Casi leyendas                          | Abogada Ríos        | Gabriel Nesci              |

## Televisión
| Año       | Título                             | Personaje                      | Canal        |
| --------- | ---------------------------------- | ------------------------------ | ------------ |
| 1998-1999 | Verano del '98                     | Teresa Villanueva              | Telefe       |
| 1999-2000 | Cabecita                           | Ricky                          | Telefe       |
| 2001      | EnAmorArte                         | Jimena "Gigi" García Monet     | Telefe       |
| 2002      | 1000 millones                      | Magdalena Prado Calets         | Canal 13     |
| 2003      | Son amores                         | Paula                          | Canal 13     |
| 2004      | Historias de sexo de gente común   | Marina Cárdenas                | Telefe       |
| 2004      | Jesús, el heredero                 | Rosario Sánchez Alé            | Canal 13     |
| 2005      | Doble vida                         | Malena Saravia                 | América TV   |
| 2006      | Las aventuras del Doctor Miniatura |                                | Telefe       |
| 2006      | Doble venganza                     | Malena Saravia                 | Canal 9      |
| 2006      | Al límite                          | Silvia                         | Telefe       |
| 2007-2008 | Lalola                             | Natalia Aguirre                | América TV   |
| 2008      | Toilette                           | Bárbara                        | Cosmopolitan |
| 2009      | Enseñame a vivir                   | María Luján Fernández Salguero | Canal 13     |
| 2010      | Ciega a citas                      | Ivana                          | TV Pública   |
| 2010      | Secretos de amor                   | Federica                       | Canal 13     |
| 2011      | Herederos de una venganza          | Isabella                       | Canal 13     |
| 2011      | Historias de la primera vez        | Gabriela Lázaro                | América TV   |
| 2016      | Loco por vos                       | Verónica "Vero" Armendaris     | Telefe       |
| 2016      | Por amarte así                     | Romina Cordova                 | Telefe       |

## Teatro
| Año       | Obra                                     | Personaje           | Director           | Teatro                                                   |
| --------- | ---------------------------------------- | ------------------- | ------------------ | -------------------------------------------------------- |
| 1997      | Romeo y Julieta                          |                     |                    |                                                          |
| 1998      | Jacobo                                   |                     |                    |                                                          |
| 2000      | A puertas cerradas                       |                     |                    |                                                          |
| 2001      | Rent                                     |                     |                    |                                                          |
| 2003-2004 | La sartén por el mango                   |                     | Marcelo Cosentino  | Teatro Olympia                                           |
| 2005      | Hipólito y Fedra                         |                     |                    |                                                          |
| 2007      | La gata sobre el tejado de zinc caliente |                     |                    |                                                          |
| 2007      | Todo es una cuestión de amor             |                     |                    |                                                          |
| 2007-2008 | Olivo                                    |                     |                    |                                                          |
| 2008      | Jack se fue a remar                      |                     | Santiago Gobernori | Teatro Metropolitan                                      |
| 2009      | La vuelta al hogar                       |                     | Alejandro Maci     | Teatro Liceo, Multiteatro Comafi y Teatro Tabaris Comafi |
| 2025-2027 | Agosto: Condado de Osage                 | Marcela Harvenuotto | Helena Tritek      | Teatro Metropolitan                                      |